# Védjegydíjak Magyarországon
A védjegybejelentések lajstromozásával és a vonatkozó iparjogvédelmi eljárásokkal kapcsolatos igazgatási szolgáltatási díj (összefoglaló kifejezéssel: védjegydíjak) mértékét az oltalom területi kiterjedése szerint illetékes állam, nemzetközi szervezet vagy regionális szervezet határozza meg.

## A szabályozás Magyarországon

### 2019. január 1-jétől
A Magyar Közlöny 2018. december 18-i, 204. számában megjelent az egyes iparjogvédelmi tárgyú miniszteri rendeletek módosításáról szóló 34/2018. (XII. 18.) ITM rendelet, amely elsődlegesen a Magyar Szabadalmi Hivatal előtti iparjogvédelmi eljárások igazgatási szolgáltatási díjairól szóló 19/2005. (IV. 12.) GKM rendelet módosítását tartalmazza.
2019. január 1-jétől – az igényelt áruosztályok számától függően – változnak a védjegybejelentés és a védjegyoltalom megújítására irányuló kérelmek díjai, valamint bevezetésre kerül a védjegyoltalom lejártát követően kezdeményezett megújítás esetén fizetendő kiegészítő díj.
A védjegybejelentés díja és a védjegyoltalom megújítására irányuló kérelem díja
a) egy osztályba tartozó árukat vagy szolgáltatásokat tartalmazó árujegyzék esetén 60 000 Ft,
b) két osztályba tartozó árukat vagy szolgáltatásokat tartalmazó árujegyzék esetén 80 000 Ft,
c) három osztályba tartozó árukat vagy szolgáltatásokat tartalmazó árujegyzék esetén 110 000 Ft,
d) négy osztályba tartozó árukat vagy szolgáltatásokat tartalmazó árujegyzék esetén 150 000 Ft azzal, hogy a díjmérték minden további áru- vagy szolgáltatási osztály után osztályonként 40 000 Ft-tal emelkedik.
Ezekkel a változásokkal párhuzamosan az együttes és a tanúsító védjegyekhez kapcsolódó díjmértékek is változnak: az új, alacsonyabb 200 000 forintos alapdíj a második áruosztálytól kezdve a fentiekkel megegyező mértékekben emelkedik.
A védjegyoltalom lejártát követő 6 hónapon belül kezdeményezett megújítás esetén a megújítási díjon felül fizetendő kiegészítő díj 30 000 Ft lesz.
A védjegyekkel kapcsolatos díjmódosulások mellett a rendelet meghatározza a használatiminta-oltalmi bejelentéssel vagy a használatiminta-oltalommal kapcsolatban kérhető oltalmazhatósági vélemény díját is, amelynek összege 61 600 forint. Az oltalmazhatósági vélemény díjára vonatkozó rendelkezést 2019. január 18. napjától kezdődően kell alkalmazni.
Az egyes iparjogvédelmi tárgyú miniszteri rendeletek módosításáról szóló 34/2018. (XII. 18.) ITM rendelet teljes szövege az alábbi linken érhető el:
https://magyarkozlony.hu/dokumentumok/eb9c68faa9e62933a0f24196b1fcec1bf82905fb/megtekintes

### 2019. január 1-je előtt
Magyarországon 2019. január 1-je előtt a védjegydíjak mértékét a 19/2005. (IV. 12.) GKM rendelet 11. §-a határozza meg.

„11. § (1) * A védjegybejelentés díja és a védjegyoltalom megújítására irányuló kérelem díja egyaránt 74 800 forint, amely háromnál több osztályba tartozó árujegyzék esetén a negyedik és minden további osztály után 32 000 forinttal emelkedik osztályonként.
(2) * Együttes és tanúsító védjegy esetén a védjegybejelentés és a védjegyoltalom megújítására irányuló kérelem díja 320 000 forint, amely háromnál több osztályba tartozó árujegyzék esetén a negyedik és minden további osztály után 32 000 forinttal emelkedik.
(3) A kutatási jelentésben feltüntetett korábbi jog jogosultjának a későbbi védjegybejelentésről váló értesítés iránti kérelme esetén a kérelemben megjelölt időszak minden naptári hónapja után 6400 forint díjat kell megfizetni.
(4) A felszólalás díja 64 000 forint.
(5) A gyorsított eljárás iránti kérelem díja a védjegybejelentésnek az (1) bekezdésben meghatározott díjával megegyező összeg.
(6) *
(7) A közösségi védjegybejelentés nemzeti védjegybejelentéssé való átalakítása esetén az (1) vagy a (2) bekezdésben meghatározott bejelentési díj 20 000 forinttal csökkentett összegét kell megfizetni. A közösségi védjegy nemzeti védjegybejelentéssé való átalakítása esetén a bejelentési díj az (1) vagy a (2) bekezdésben meghatározott összeg fele.
(8) A nemzetközi védjegybejelentés és megújítási kérelem, valamint a nemzetközi lajstromozásból eredő oltalom utólagos kiterjesztésére és a nemzetközi védjegybejelentéssel vagy a nemzetközi lajstromozásból eredő oltalommal kapcsolatos bármely más változás bejegyzésére irányuló kérelem továbbításának díja 10 700 forint.
(9) A nemzetközi lajstromozás nemzeti védjegybejelentéssé való átalakításának díja az (1) vagy a (2) bekezdésben meghatározott bejelentési díj 20 000 forinttal csökkentett összege, a védjegyek és a földrajzi árujelzők oltalmáról szóló 1997. évi XI. törvény (a továbbiakban: Vt.) 76/Z. §-ának (3) bekezdésében szabályozott esetben pedig az (1) vagy a (2) bekezdésben meghatározott bejelentési díj felével megegyező összeg.”